# 三池町
三池町（みいけまち）は、福岡県の南部、三池郡にかつてあった町である。

## 概要
現在の大牟田市の東部、大字三池・新町・今山および歴木にあたる。
西は大牟田市と、北は銀水村と、南は玉川村と接していた。また、東は熊本県玉名郡賢木村（現在の南関町）と接していた。
三池藩の藩庁である三池陣屋をはじめ、三池藩に関連する史跡や寺社が点在している。

## 歴史

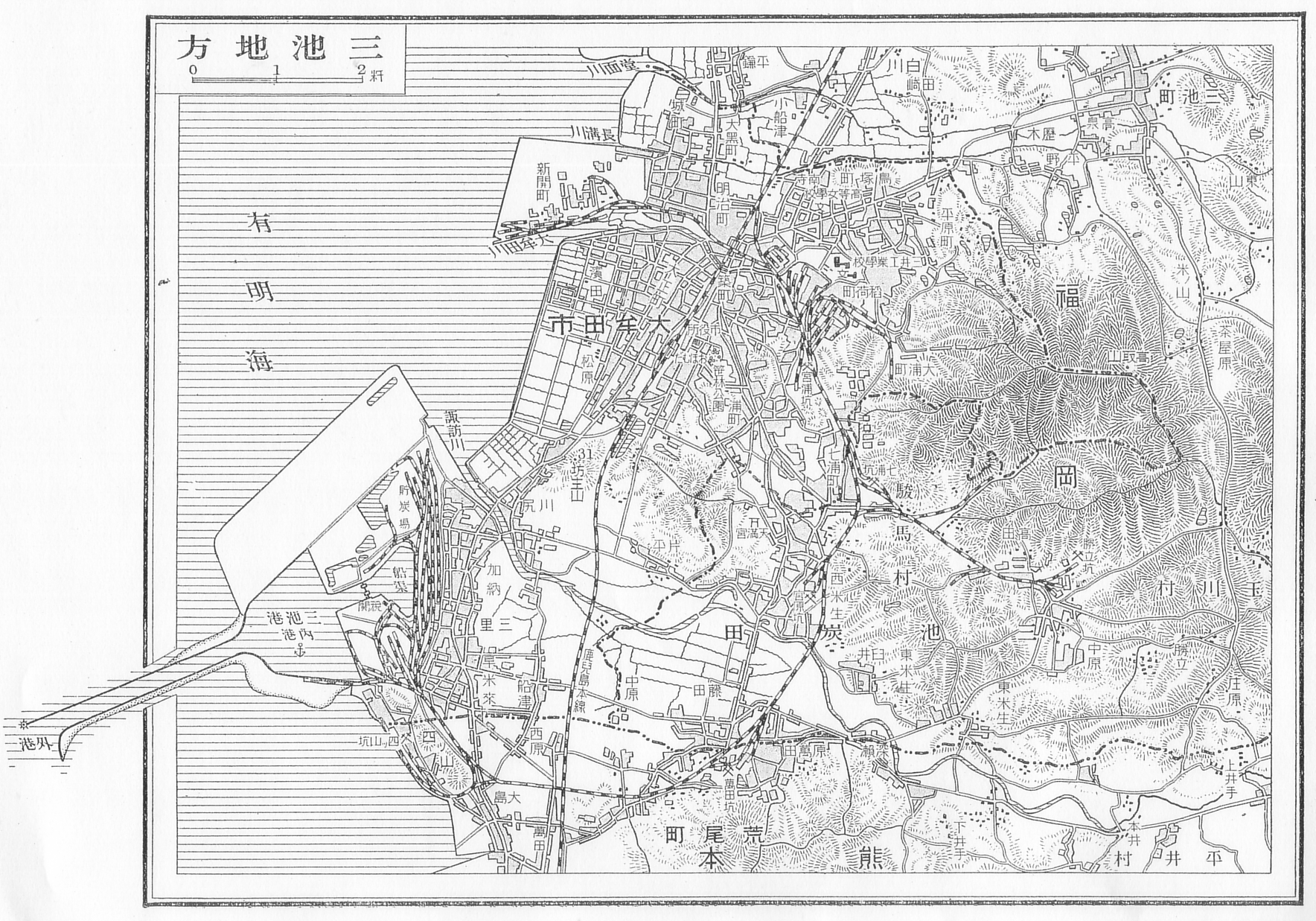
1930年頃（昭和初頭）の三池町周辺の地図。

- 1881年（明治14年） - 天梁村が改称して三池町となる。
- 1889年（明治22年）4月1日 - 町村制が施行。三池町、新町、今山村、歴木（くぬぎ）村が合併して三池町が発足。
- 1941年（昭和16年）4月1日 - 大牟田市に編入。

## 学校
- 御木小学（のちの三池尋常小学校、現在の大牟田市立三池小学校）